# Struktura nukleinske kiseline
Struktura nukleinske kiseline se odnosi na strukturu nukleinskih kiselina kao što su DNK i RNK. Ona se obično deli u četiri nivoa:
- Primarna struktura– sirova sekvenca nukleobaza DNK lanca;
- Sekundarna struktura– interakcije između baza, i.e., koji delove lanaca su međusobno vezani;
- Tercijarna struktura– lokacije atoma u trodimenzionalnom prostoru, uzimajući u obzir geometrijska i sterna ofraničenja; i
- Kvaternarna struktura– organizacija visokog nivoa DNK u hromatinu, ili interakcije između zasebnih RNK jedinica u ribozomu ili splajsosomu.